# Nationale Wirtschaftsuniversität Odessa
Die Nationale Wirtschaftsuniversität Odessa (ukrainisch Одеський національний економічний університет, englisch: Odessa National Economics University) ist eine im Jahre 1921 gegründete Universität in Odessa.

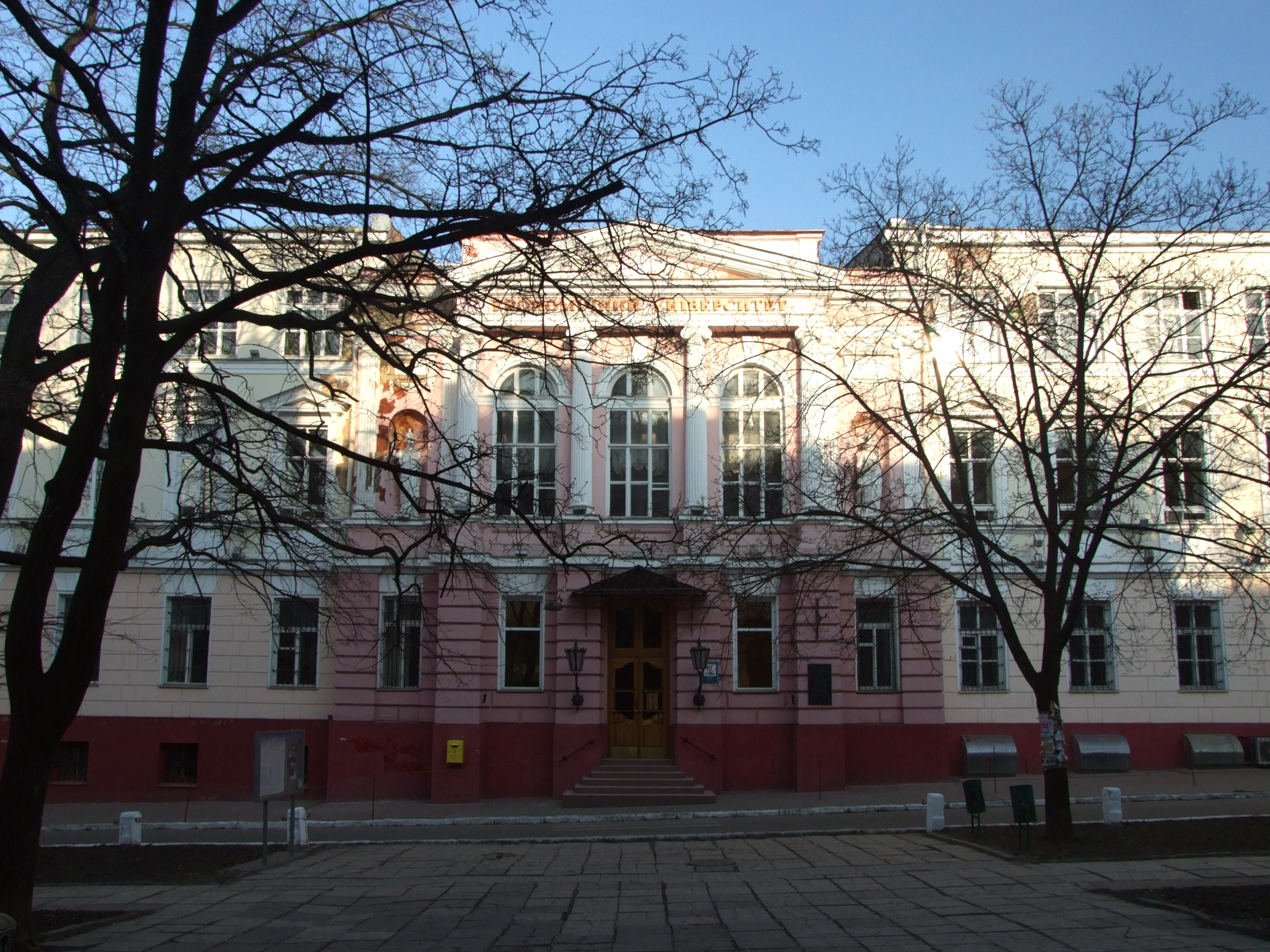
Hauptgebäude der Universität

Die Universität besteht aus 4 Fakultäten, an denen insgesamt 2.883 Studenten studieren und 612 Dozenten tätig sind (Stand:2020). Von diesen tragen 33 den Professoren- oder Doktortitel.
Die Universität besitzt vier Fakultäten:
- Fakultät für Ökonomie und Unternehmensführung
- Fakultät für Finanzwissenschaften und Ökonomie
- Fakultät für Rechnungswesen und Ökonomie
- Fakultät für Internationale Ökonomie

Die Universität verfügt über 7 Lehrgebäude und 3 Studentenwohnheime.